# اوانته (خودرو)
اوانته (خودرو) (Evante) خودرویی است که در سال‌های ۱۹۸۳ تا ۱۹۹۴تولید شده‌است.
این خودرو در کلاس خودرو اسپورت قرار گرفته، طراحی آن خودروهای موتور جلو-محور عقب بوده است. سیستم جعبه‌دندهٔ آن به صورت دستی است.